# Heerlijkheid Bludenz
De heerlijkheid Bludenz was een heerlijkheid binnen het Heilige Roomse Rijk.
In de tweede helft van de dertiende eeuw stichtten de graven van Werdenberg de stad Bludenz. 
Na de dood van graaf Albrecht II van Werdenberg-Heiligenberg werd het bezit in 1378 gedeeld onder de zoons.
- Hugo VI kreeg het graafschap Heiligenberg in het huidige Duitsland
- Albrecht III kreeg de heerlijkheid Bludenz in het huidige Oostenrijk
- Hendrik VI kreeg de heerlijkheid Wartau in het huidige Zwitserland.

Albrecht III verkocht de rechten op de heerlijkheid Bludenz in 1384 aan Oostenrijk. Na zijn dood in 1418 viel de heerlijkheid daarom aan Oostenrijk, waar het uiteindelijk deel ging uitmaken van Vorarlberg.